# Henry Thomas Smart
Henry Thomas Smart (ur. 26 października 1813 w Londynie, zm. 6 lipca 1879 tamże) – brytyjski organista i kompozytor.

## Życiorys
Syn skrzypka Henry’ego Smarta i bratanek George’a Thomasa Smarta. Ukończył Highgate School, początkowo próbował swoich sił w zawodach wojskowego, inżyniera i prawnika. W zakresie muzyki pozostał samoukiem. W latach 1831–1836 pełnił funkcję organisty w kościele parafialnym w Blackburn, następnie był organistą w londyńskich kościołach św. Filipa przy Regent Street (od 1836), św. Łukasza przy Old Street (1844–1864) i św. Pankracego przy Easton Road (od 1864). Należał do grona założycieli Bach Society. Był specjalistą w zakresie budowy organów, zaprojektował organy dla Town Hall w Leeds (1858) i St. Andrew’s Hall w Glasgow (1877). W 1864 roku stracił wzrok, przed śmiercią w 1879 roku otrzymał państwową emeryturę.
Skomponował m.in. operę Berta, or The Gnome of the Hartzberg (wyst. Londyn 1855) i oratorium Jacob (wyst. Glasgow 1875), ponadto był autorem kantat, services, anthemów, hymnów i pieśni. Wydał zbiory Chorale Book (1856) i The Presbyterian Hymnal (1875).